# Joseph Mercieca
Joseph Mercieca, de son nom en maltais Ġużeppi Mercieca, né le 11 novembre 1928 à Rabat, sur l'île de Gozo (Malte) et mort le 21 mars 2016, est un évêque catholique maltais, archevêque émérite de La Valette (Malte) de 2006 à son décès en 2016.

## Biographie
Né à Rabat Città Victoria le 11 novembre 1928, Joseph Mercieca est consacré prêtre le 8 mars 1952.

### Ministères exercés
Consacré archevêque auxiliaire par Michel Gonzi le 29 septembre 1972, il devient son successeur après seulement 4 ans, le 29 novembre 1976. Il reste au gouvernement de l'archidiocèse pendant 30 ans, puis doit le quitter, atteint par la limite d'âge, le 2 décembre 2006.
Son successeur est Pawlu Cremona, OP.

### Devise épiscopale
« Sacrifice, eucharistie, apostolat »